# Dark Floors
Dark Floors – The Lordi Motion Picture es una película finesa de terror de 2008 dirigida por Pete Riski y escrita por Pekka Lehtosaari. Está distribuida por Solar Films. La película fue estrenada en febrero de 2008.
En ella intervienen; William Hope —Jon—, Leon Herbert —Rick—, Philip Bretherton —Tobias—, Ronald Pickup —Walter— y Skye Bennett —Sarah. También incluye a todos los miembros de la banda Lordi interpretando a algunos monstruos, además de incluir una nueva canción de la banda, «Beast Loose in Paradise», interpretada al final de la película, en los créditos.
Las críticas profesionales de la película son mixtas, siendo que las positivas destacan que está bien filmada y sus escenas logradas, las negativas se enfoca sobre todo en que la película no tiene sentido y que pierde fuerza a medida que avanza. Algo que destacan tanto las críticas positivas como negativas es que Dark floors puede estar basada en la saga Silent Hill. En cuanto a los usuarios ninguna de las notas llegan al suficiente 5/10, siendo la más alta la nota dada en Rotten tomatoes 2.2/5 —4.7/10.

## Argumento
El padre de una niña con problemas de autismo decide llevársela del hospital, ya que no cree que allí puedan ayudarla. Para ello, se dirige con su hija en silla de ruedas al ascensor y se suben en él junto a varias personas más. Una vez dentro, el ascensor se bloquea y se abre en la 6ª planta,  cuando intentan comunicarse con el personal del hospital observan que parece no haber nadie en las instalaciones.

## Reparto
| Actor                | Personaje    | Notas |
| -------------------- | ------------ | ----- |
| William Hope         | Jon          |       |
| Leon Herbert         | Rick         |       |
| Ronald Pickup        | Tobias       |       |
| Philip Bretherton    | Walter       |       |
| Noah Huntley         | Ben          |       |
| Dominique McElligott | Emily        |       |
| Skye Bennett         | Sarah        |       |
| Lordi                | Ellos mismos |       |

## Producción
El presupuesto de la película es el más alto utilizado para una película finlandesa. Los vestuarios de los monstruos interpretados por la banda Lordi son los mismos que utilizan en los conciertos.

## Recepción
Las críticas profesionales de la película son mixtas, siendo que las positivas destacan que está bien filmada y sus escenas logradas, las negativas se enfoca sobre todo en que la película no tiene sentido y que pierde fuerza a medida que avanza. Algo que destacan tanto las críticas positivas como negativas es que Dark floors puede estar basada en la saga Silent Hill. En cuanto a los usuarios ninguna de las notas llegan al suficiente 5/10, siendo la más alta la nota dada en Rotten tomatoes 2.2/5 —4.7/10.

### Crítica especializada
En Twichtfilm el crítico Todd Brown escribe que es una buena película y que está «excepcionalmente bien filmada». Uno de los logros de la película, dice Brown, es que Lordi deja que los protagonistas sean otros adoptando la banda roles de reparto secundario. Aunque no es una «película perfecta» y el guion muestra signos de estar escrito en lengua no nativa del autor que se traduce en algunos malos diálogos aunque la película es novedosa y los actores son buenos. Según el crítico la película tiene tres puntos fuertes, primero, «establece la situación y la acción rápidamente», segundo, la escena final es una bella obra maestra, finalmente, el reparto que es creíble. Termina diciendo que la película es entretenida y «definitivamente recomendada».
| Crítica especializada    | Crítica especializada                         |
| ------------------------ | --------------------------------------------- |
| Publicación              | Calificación                                  |
| Twichtfilm               | (favorable)                                   |
| Dread central            | mixta                                         |
| Cinema suicide           | mixta                                         |
| Bloody disgusting horror | [ 4 ]                                         |
| Esplatter                | favorable                                     |
| Crítica media            |                                               |
| Rotten tomatoes          | 1 crítica positiva, sin media aún[actualizar] |
| Notas de usuarios        |                                               |
| Bloody disgusting horror | [ 4 ]                                         |
| Flixster                 | [ 7 ]                                         |
| Filmaffinity             | [ 8 ]                                         |
| Rotten tomatoes          | [ 6 ]                                         |
| Total                    | 2.75/7.25                                     |

En Dread central Jonnhy Butane destaca la interpretación de la banda Lordi caracterizados como tocan en su banda en la película, pero la llama «aburrida» y «sin inspiración». De los actores dice que no son ni buenos ni malos, pero que algunos diálogos son flojos. Compara la película con la serie de videojuegos Silent Hill por el ambiente y por la localización en un hospital. Butane hace mención de los buenos efectos especiales pero dice que la historia tiene huecos en blanco. Termina diciendo que, aunque no es una buena película, puede verse y es entretenida.
En Cinema suicide Bryan White escribe que la película no tiene sentido y que no pasa nada importante en ella en muchas escenas. Sobre Pete Riski, el director, dice que se ve influenciado por su experiencia en dirigir vídeos musicales y que parece que no desarrolla la historia lo suficientemente en una película de 90 minutos, siendo que el «argumento es un lío». A pesar de esto, según el crítico la película «tiene un aspecto visual bueno y tiene algunos buenos efectos especiales» además de tener un buen concepto de los monstruos y algunas buenas escenas en relación con las cámaras de seguridad.
En Bloody disgusting horror el crítico Michael Panduro le otorga un seis sobre 10, siendo la nota del a página web de tres sobre cinco calaveras, el equivalente a las estrellas. Panduro escribe que no sabe hacia donde va la película una vez empieza, pero que es de todo menos de miedo. Destaca también la relación con la saga Silent Hill afirmando que tiene líneas de diálogo y personajes del videojuego, y la relaciona con las películas de horror japonesa por la «tendencia de una historia paralela».
 En la primera media hora, dice Panduro, la película no es ni buena ni mala, pero cambia cuando aparece el primer miembro de Lordi. Del director comenta que no sabe crear un ambiente o suspense pero que gracias al presupuesto la película puede compararse con las producciones americanas. Para el crítico la película «no es aburrida, pero tampoco asusta». 
Para Lucius de Esplatter la película mantiene el suspense y termina con un poderoso y artístico final.
En Rotten tomatoes tiene una crítica positivia, y todavía no tiene media debido a esto.

### Nota de usuarios
En Bloody disgusting horror los usuarios le dan 3.5/6 calaveras, las estrellas normales. En Imdb.com los usuarios le dan 4.6/10. En Flixster le dan 1/5. En Filmaffinity le dan 4.3/10. En Rotten tomatoes tiene una puntuación de 2.2/5 siendo que la película gustó a un 20% de espectadores.